# Гросглокнер
Гросглокнер (на немски Grossglockner), наричан „царят на източните Алпи“, е връх в Алпите, който със своите 3798 m, е най-висок както на хребета Висок Тауерн, така и в цяла Австрия.

## Описание
Намира се на границата между провинциите Каринтия и Тирол. По северните му склонове е разположен Пастерце, най-големият ледник в Източните Алпи. Това е типичен карлинг с класическа форма на четиристенна пирамида. Стените са стръмни, поради което не са плътно покрити с лед. До него се намира по-ниският Клайнглокнер (тоест „малък Глокнер“) с височина 3770 м.
Върхът е част от масива Глокнер, който заема централна позиция във Висок Тауерн. Издига се на два километра от билото, затваряйки от юг големият циркус на Пастерце. Известен е с невероятната си панорама, която покрива площ от 150 000 кв. км. От него се виждат:
- Регенсбург, град на брега на Дунав, на 135 км на север;
- Триглав, най-висок връх в Юлийските Алпи, на 120 км на югоизток;
- Ортлес, връх в Ретийските Алпи, на 100 км на югозапад;
- голяма част от Паданската низина, от масива Шумава и от Швабското плато.

## История
Името се споменава за първи път в сегашния си вид на карта от 1581 г. Около 1780 г. французинът Белсазар Аке, преподавател в университета в днешния град Любляна, прави пръв опит за изкачване. След това превземането на върха става въпрос на чест за австрийците, тъй като той е най-разпознаваем, макар и не най-висок (тогава най-висок е бил Ортлес, който днес е в Италия). Първото изкачване на Монблан през 1786 г. е още един стимул.
Първите австрийски опити за изкачването му са предприети през 1799 г. от група ентусиасти и двама местни водачи. През лятото на 1800 г. се осъществява втора експедиция от 62 души. Начело са граф Франц фон Салм и принцът-епископ на Гурк. Те успяват да се изкачат на 28 юли.
До 1918 г. Гросглокнер е частна собственост.

## Галерия
- Гросглокнер от югозапад
- Поглед към големия и малкия връх
- Гросглокнер при изгрев